# Макколм, Мэтт
Мэтт МакКолм (англ. Matt McColm; род. 31 января 1965) — американский актёр, фотомодель и каскадёр, обладатель чёрного пояса по карате. Известен главным образом по ролям Джонни Домино в сериале «Найтмэн» и агента Томпсона в фильме «Матрица: Перезагрузка».
В девяностых годах, после главных ролей в различных боевиках, ему пророчили стать «голливудской звездой нового поколения», однако ожидаемый взлёт карьеры Макколма не удался и он полностью ушел в каскадерское направление и где обрёл успех.

## Биография и карьера
Семья будущего актёра и каскадёра происходила родом из Санта-Барбары, Калифорния.
С середины 80-х выступает в качестве исполнителя трюков в телесериалах и фильмах, таких как «Над законом», «Маньяк-полицейский», «Лунная походка», «Чужие среди нас», «Киборг», «Розовый кадиллак» и «Капитан Америка». Также в этот период Мэтт Макколм добился успеха как фотомодель, с 1988 по 1994 год был лицом компании Ralph Lauren’s Chaps. В 1991 году был дублёром на съёмках кинофильма «Терминатор 2: Судный день». 
Попутно с работой каскадёра, Макколм также активно снимался в боевиках в качестве актёра; в 1992 году Международная ассоциация кинопродюсеров называла его «новой звездой боевиков девяностых». В 1994 году Макколм получил главную роль в боевике «Красный скорпион 2», а в 1997-м сыграл супергероя Найтмэна (также известного как Джонни Домино) в одноимённом телесериале, который транслировался до 1999 года (всего вышло 2 сезона).
В 2003 году актёр стал известен более широкой публике благодаря роли агента Томпсона в фильме «Матрица: Перезагрузка». Он также озвучил Томпсона в компьютерной игре Enter the Matrix.
С 2000 года ставил трюки для фильмов «Перл Харбор», «Сорвиголова», «Ангелы Чарли: Только вперёд», «Ван Хельсинг», «Три икса 2: Новый уровень», «Мистер и миссис Смит», «Миссия Серенити», «Вакансия на жертву», «Трансформеры», «Крепкий орешек 4.0», G.I. Joe: Бросок кобры», «Железный человек 2», «Операция Арго», «Росомаха: Бессмертный» и «Джон Уик».

## Фильмография
| Год       |   | Русское название                   | Оригинальное название                   | Роль                    |
| --------- | - | ---------------------------------- | --------------------------------------- | ----------------------- |
| 1988      | ф | Чужие среди нас                    | They Live                               | полицейский             |
| 1989      | ф | Киборг                             | Cyborg                                  | бандит                  |
| 1991      | ф | Ночь бойца, или Кикбоксинг в США   | Night Of The Warrior                    | модель                  |
| 1994      | с | Приключения Бриско Каунти-младшего | The Adventures of Brisco County Jr.     | лейтенант Рэйфорд       |
| 1994      | ф | Красный скорпион 2                 | Red Scorpion 2                          | Ник Стоун               |
| 1996      | ф | Тайная миссия                      | Subterfuge                              | Джонатан Слэйд          |
| 1997—1999 | с | Найтмэн                            | Night Man                               | Джонни Домино / Найтмэн |
| 2000      | ф | Космические ковбои                 | Space Cowboys                           | молодой Танк Салливан   |
| 2003      | ф | Матрица: Перезагрузка              | The Matrix Reloaded                     | агент Томпсон           |
| 2004      | ф | Сотовый                            | Cellular                                | детектив Дисон          |
| 2005      | ф | Слэдж: Нерассказанная история      | Sledge: The Untold Story                | командир                |
| 2006      | с | CSI: Место преступления Майами     | CSI: Miami                              | Джейк Ричмонд           |
| 2007      | ф | Крепкий орешек 4.0                 | Live Free or Die Hard                   | террорист               |
| 2008      | с | Терминатор: Хроники Сары Коннор    | Terminator: The Sarah Connor Chronicles | Вик Чемберлен / T-888   |
| 2010      | ф | Железный человек 2                 | Iron Man 2                              | охранник                |
| 2011      | ф | Механик                            | The Mechanic                            | телохранитель           |
| 2013      | ф | Призрачный патруль                 | R.I.P.D.                                | полицейский             |